# デスクトップクッキング
デスクトップクッキング（英語：Desktop Cooking、略称：DTC）とは、デスクトップ型コンピュータなどと料理を同時操作を可能にした料理・調理を行うスラングである。

## 概要
DTCはピアキャストのヤングの提唱にて確立された。
DTM等のパソコン及び接続機器で行う作業とは違い、デスクトップ型コンピュータまたは固定されたパソコンが通常時設置されている場所を移動せず、料理・撮影を可能にした事を指す。
広義において、お料理と撮影（配信）になるが、DTCは、固定位置を移動せず料理をする事であり、狭義で分類されている。
現在、木村ラジオ主宰橋本がこのDTCを真似して放送している。

## 道具及び食材・調理について
立案者ヤングによれば、DTCはエコ＆プアーがセオリーである為、食材は値引き品・おつとめ品及び消費期限切れを選び
調理道具において廃物・石器使用がを選ぶものとする。
上記内容の為にキャンプ・ホームレス・原始人の料理と混同されがちであるが、DTCは、あくまでPCとの連携であり、主食・副食を席を立たず調理可能としている。
例
- コンロ・キャットフードの空き缶
- まな板・のどごし生6缶パックの包装紙
- しゃもじ・スクレイパー